# Pietro Bon

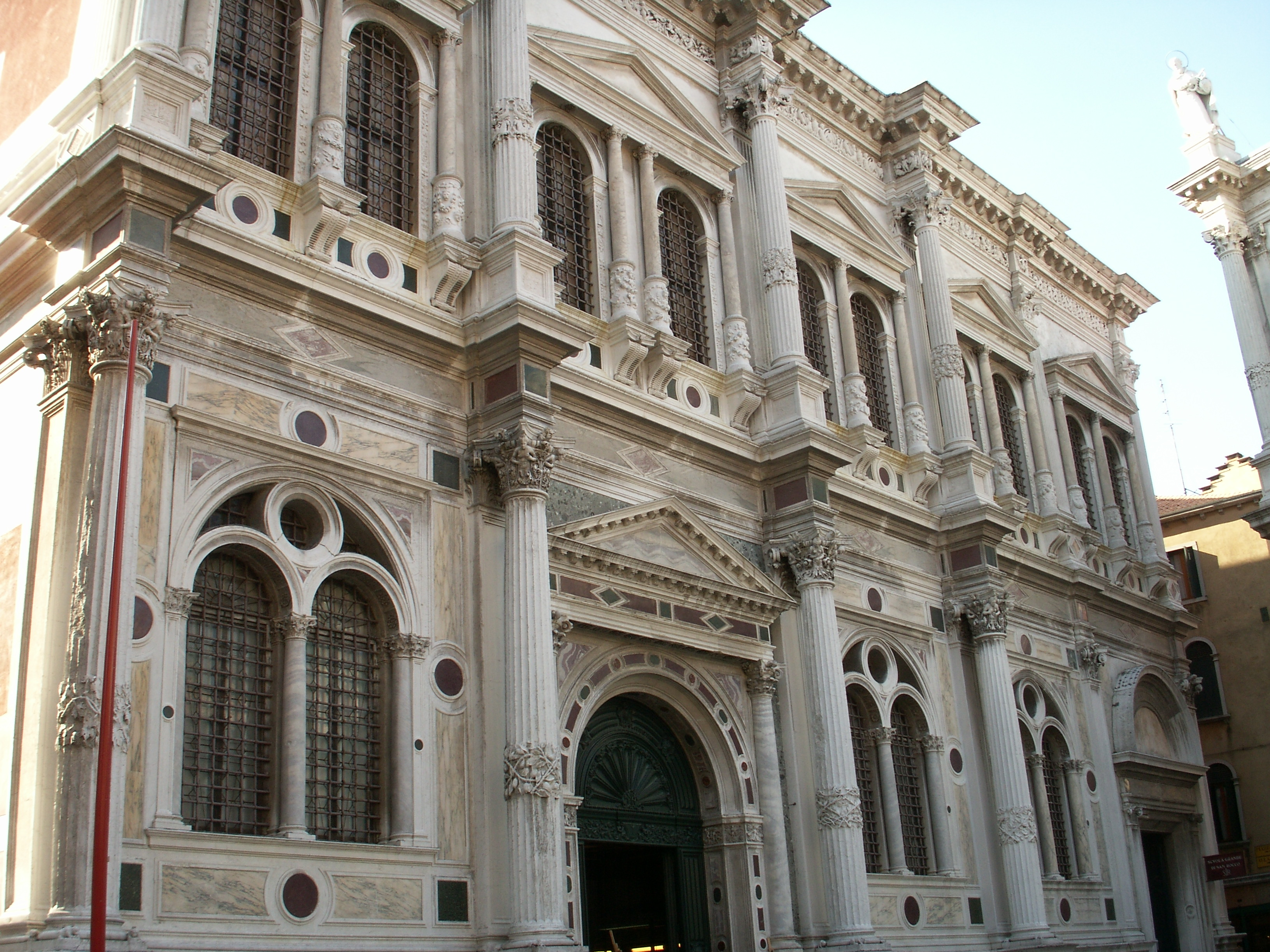
Venezia, Scuola Grande di San Rocco

Pietro Bon (XV secolo – Venezia, 15 marzo 1529) è stato un architetto italiano, attivo a Venezia tra il 1489 e il 1529.

## Biografia

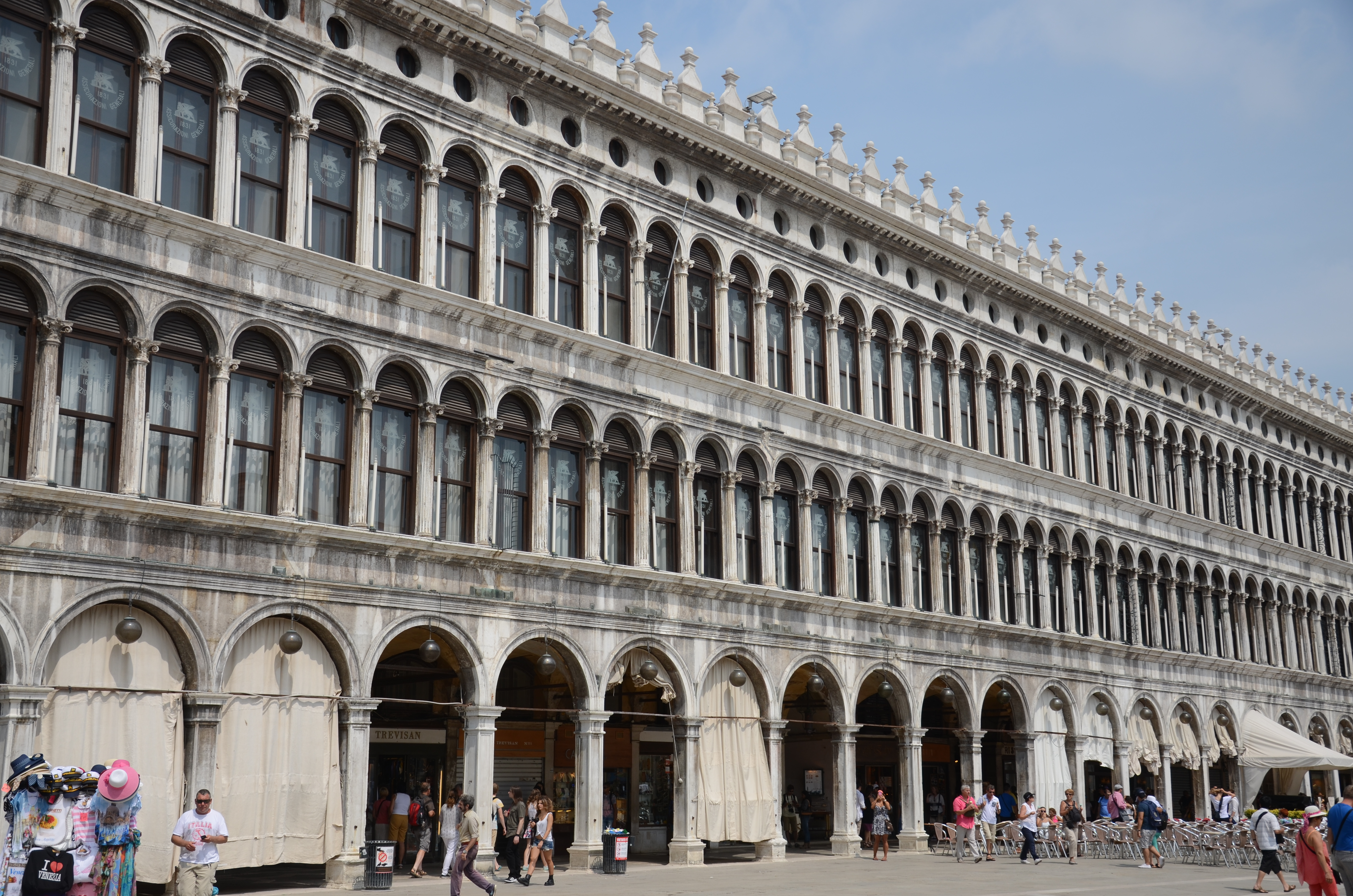
Le Procuratie Vecchie.

Spesso confuso con Bartolomeo Bon il giovane, in realtà la maggior parte delle opere in passato attribuite a Bartolomeo si devono piuttosto a Pietro. Ad aumentare la confusione, in passato ai due veniva anche assimilato Bartolomeo di Francesco Bergamasco. Di probabile origine bergamasca, sicuramente non era parente del grande scultore veneziano Bartolomeo Bon, mentre era forse imparentato con Guglielmo Bergamasco.
Fu proto (cioè architetto) al Sal nel 1496, quando sostituisce Bartolomeo Bon, impegnato in qualità di ammiraglio, e, tra 1505 e 1528, quando viene sostituito da Jacopo Sansovino, proto dei Procuratori di San Marco de supra, incaricati della gestione dell'area marciana. In questa veste, nel 1509 sono documentati lavori alla Torresella di palazzo Ducale e nel 1511 è incaricato della ricostruzione della cella e del tetto del campanile, completato solamente nel 1489 ma danneggiato da un fulmine. Nel 1512, sotto la direzione di Tullio Lombardo, è responsabile di alcuni lavori architettonici in marmo alla cappella Zen di San Marco, ma forse in qualità di supervisore della messa in opera più che lapicida. A partire dal 1514, seguendo un progetto di Giovanni Celestro, è incaricato della messa in opera dell'ala nord delle Procuratie. La parte edificata su progetto di Celestro è identificabile come quella che parte dalla torre dell'orologio e prosegue fino al ponte dei Dai, con una calle a dividere in due i blocchi di fabbrica; quella successiva, con tutta probabilità, si deve invece ad un progetto di Bon più tradizionale ma funzionale incentrato su corti chiuse (la calle era estremamente buia, rendendo decisamente tetro tutto il fabbricato che vi si affacciava). Gli ultimi segmenti verso ovest, invece, si devono al Sansovino, il nuovo proto di San Marco, che modifica la struttura a corti aprendola verso il rio retrostante.
Nel 1517 è nominato proto della Scuola Grande di San Rocco, incaricato della costruzione della nuova monumentale sede. Per via di attriti e differenze progettuali (a quanto sembra, Pietro stava seguendo un proprio progetto per l'edificio, ignorando quanto richiesto dalla confraternita, che voleva fargli seguire un progetto di Celestro), venne sospeso dall'incarico nel 1524 e sostituito con Sante Lombardo, il figlio di Tullio. Di quanto edificato da Bon rimangono i prospetti del pianterreno su campo San Rocco (ad esclusione delle colonne aggettanti, aggiunte dallo Scarpagnino) e su calle fianco de la Scuola.
Gli vengono tradizionalmente ascritti i progetti della chiesa di San Rocco e di palazzo Trevisan-Cappello. Tuttavia, il fatto che di ogni progetto su cui è documentato un suo intervento non sia mai il progettista rende estremamente difficoltoso argomentare qualsiasi altra attribuzione.